# Stefanos Christopoulos
Stefanos Christopoulos (in greco Στέφανος Χριστόπουλος?; Patrasso, 1876 – ...) è stato un lottatore e sollevatore greco.
Christopoulos partecipò alle gare di lotta delle prime Olimpiadi moderne che si svolsero ad Atene. Vinse la medaglia di bronzo nella lotta greco-romana, venendo battuto in semifinale da Geōrgios Tsitas.
Prese parte anche ai giochi olimpici intermedi del 1906, nella lotta nella pesi massimi, fermandosi ai quarti di finale, e nel sollevamento pesi, nel sollevamento a una mano, alzando 40,00 kg e classificandosi undicesimo, e nel sollevamento con due mani, dove sollevò 108,5 kg, piazzandosi settimo.